# Double Platinum
Double Platinum is een compilatie-album van de hardrockband Kiss. Het album is uitgebracht op 2 april 1978.
Er is één single van uitgegeven: 'Strutter '78'.

## Tracklist
1. "Strutter '78"
2. "Do You Love Me?"
3. "Hard Luck Woman" (remix)
4. "Calling Dr. Love" (remix)
5. "Let Me Go, Rock 'n' Roll" (remix)
6. "Love Gun"
7. "God of Thunder"
8. "Firehouse" (remix)
9. "Hotter Than Hell"
10. "I Want You"
11. "Deuce" (remix)
12. "100,000 Years" (remix)
13. "Detroit Rock City" (remix)
14. "Rock Bottom (intro)/She" (remix)
15. "Rock and Roll All Nite"
16. "Beth"
17. "Makin' Love"
18. "C'mon and Love Me" (remix)
19. "Cold Gin"
20. "Black Diamond" (remix)